# Francesco Maria Carafa
Pour les articles homonymes, voir Carafa.
Pour les autres membres de la famille, voir Famille Carafa.
Francesco Maria Carafa, duc de Nocera (1580 – Madrid, 16 juillet 1642), fut un militaire italien, vice-roi d'Aragon et de Navarre.

## Biographie
Né au sein d'une des plus puissantes familles nobles du royaume de Naples (alors sous domination espagnole), les Carafa della Stadera, Francesco Maria est le fils de Ferdinando II Carafa, quatrième duc de Nocera, et d'Anna Clarice Carafa.
Il poursuivit une carrière militaire dans les rangs des armées espagnoles, participant en 1611 aux actions militaires en Tunisie sous les ordres du duc d'Osuna.
Francesco Maria Carafa, duc de Nocera, se maria deux fois. La première fois avec Anna Pignatelli (12 mai 1592 - Filogaso, 1622), fille d'Ettore III, quatrième duc de Monteleone, et de Caterina Carafa des comtes de Sant’Angelo dei Lombardi. La deuxième fois avec Giovanna Ruffo (Naples, 28 avril 1591 - 14 décembre 1650), troisième princesse de Scilla, neuvième comtesse de Sinopoli, comtesse de Nicotera et Borrelli, baronne de Filogaso, Calanna, Fiumara di Muro et de Passo, fille et héritière de Vincenzo, seigneur de Santa Severina, et de Donna Maria Ruffo, deuxième princesse de Scilla, déjà veuve de Vincenzo Ruffo, premier prince de Palazzolo.
En 1625, il participa au siège de Breda dans les Pays-Bas, dont la reddition fut immortalisée par Velazquez. Il passa ensuite dans les rangs de la cavalerie napolitaine en Lombardie où, cinq ans plus tard, il fut nommé maréchal de camp des régions de Piémont et de Monferrato.
En 1633, sa contribution lors de la bataille de Nördlingen contre les Suédois se révèle décisive pour la victoire espagnole.
Il se rendit ensuite dans les Flandres, dans la suite du Cardinal-Infant Ferdinand de Habsbourg jusqu'à ce que Philippe IV d'Espagne ne le rappelle et ne le nomme capitaine général du Guipuscoa, pour prendre part à un plan, avorté, d'invasion de la France. Cet échec lui valut un procès dont il sortit acquitté de toute faute en 1638.
En 1639, il fut nommé vice-roi d'Aragon et Grand d'Espagne. À cette époque, il était accompagné par son ami et confesseur, le philosophe Baltasar Gracián, avec lequel il discutait souvent de la grave crise que traversait alors la Catalogne.
C'est au duc de Nocera que Gracián dédia son traité El Politico, basé sur la vie de Ferdinand le Catholique. La dédicace est la suivante :
Al Excmo. señor don Francisco María, Carafa, Castrioto, y Gonzaga, Duque de Nochera (...) Capitán General en los Reynos de Aragon, y Navarra.
En 1640, Carafa est nommé vice-roi de Navarre et, au début de la révolte catalane, conseilla au roi d'agir avec prudence, pour éviter une alliance des Catalans avec la France.
Il eut le mérite d'affronter le problème avec mesure, de manière à juguler les mesures répressives de la couronne et à tenir compte des revendications des Catalans.
Toutefois, cette attitude fut mal vue à la cour et à la suite de ses réserves quant à la politique du comte-duc d'Olivares, il fut emprisonné dans la tour de Pinto, à Madrid, où il mourut, après une longue instruction pénale, le 19 juillet 1642. Carafa est enterré Colegio Imperial de la Compañía de Jesús de la capitale espagnole.
Après la disgrâce et la mort du duc en prison, Gracián fera de celui qui était devenu son ami un vibrant éloge dans El discreto (L'Homme universel), paru en 1646.